# Adekunle Lukmon
Adekunle Lukmon Babatunde (Lagos, 10 ottobre 1984) è un ex calciatore nigeriano, di ruolo difensore.

## Carriera
Il 19 settembre 2011 viene annunciato il suo prestito al Kriens. 